# Eublemma blandula
Eublemma blandula là một loài bướm đêm trong họ Erebidae.